# Metamorfopsje wzrokowe
Metamorfopsje wzrokowe – zaburzenia postrzegania wzrokowego przedmiotów lub osób, które to zaburzenia są zwykle ograniczone do jednego ich aspektu, tak że widziany obiekt jest nadal rozpoznawany (nie dochodzi do halucynacji wzrokowych).
Do metamorfopsji wzrokowych zalicza się:
- zmiana odległości (czyli oddalanie (telopsja) lub przybliżanie się (pelopsja) obrazu wzrokowego),
- zmiana wielkości postrzeganych przedmiotów – zjawisko widzenia przedmiotów odmiennej od realnej wielkości, nadmiernie małych (mikropsja) lub nadmiernie dużych (makropsja),
- mienienie się obrazu wzrokowego,
- występowanie braków w konturach przedmiotów,
- zwielokrotnienie obrazów wzrokowych (perseweracje wzrokowe),
- zmiany barw przedmiotów lub widzenie jednobarwne.

Do metamorfopsji wzrokowych należą również zaburzenia w odbiorze emocjonalnym postrzeganych przedmiotów. Można wymienić zaburzenia spostrzegania na osi:
- znane, swojskie lub nieznane, dziwne oraz obce,
- piękne, doskonałe lub zwykłe,
- dobre, przyjazne, miłe albo wrogie, groźne, nieprzyjemne.